# Bonbon matiné
A BonBon Matiné intézménye Lukácsházi Győző vezetésével 1998-ban jött létre az IBS Színpad részeként. Azóta független kulturális műhely lett, de célkitűzései nem változtak: a kortárs és klasszikus kultúra megismertetése és megkedveltetése gyerekekkel, elsősorban zenei produkciókon keresztül. Műsorsorozatai alapvetően interaktívak, a gyerekekkel való közös játékon alapulnak. A BonBon Matiné évadonként átlagosan 120 előadással bír, így éves nézőszáma a 30-35 ezer főt is meghaladja, melynek 70%-a 3-12 éves gyermek. Mindezt úgy éri el, hogy semmilyen normatív támogatásban nem részesül. Ezzel az egyik legsikeresebb gyermekeknek szóló országos terjesztésű előadássorozat a kulturális kínálatban.

## Történet

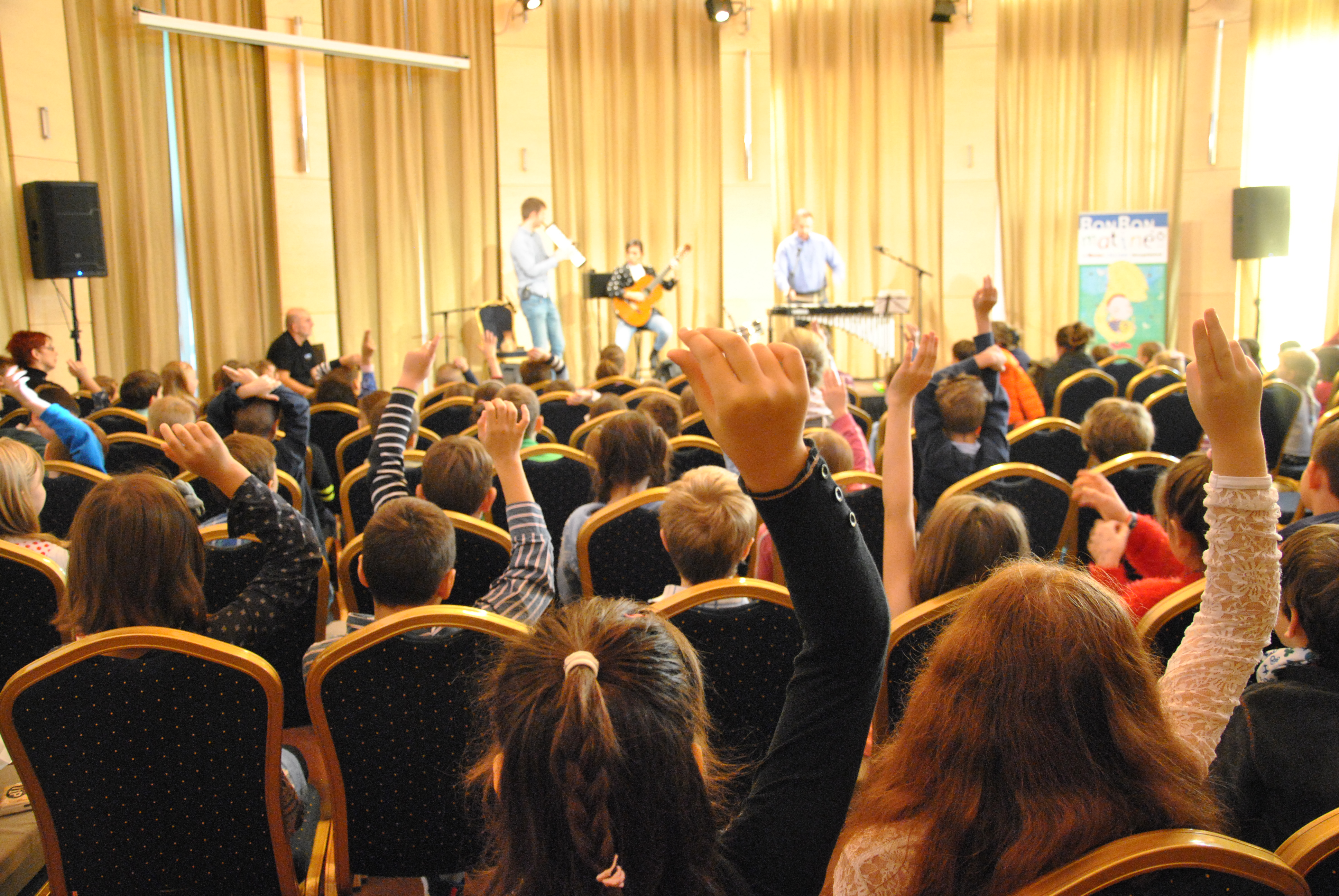
Pillanatkép egy bonbon matinéról.

A BonBon Matiné alapítója, műsorvezetője, a Szegedi Szimfonikus Zenekar volt igazgatója, a zenei ismeretterjesztés terén végzett munkájáért Bánffy Miklós-díjjal is kitüntetett Lukácsházi Győző, művészeti vezetője pedig Tarr Ferenc. Tevékenységüknek köszönhetően az évek alatt a műhely repertoárja egyre gazdagodott és jelenleg több mint 20 saját produkcióval büszkélkedhet. Műsorai a kezdetektől fogva folyamatos népszerűségnek örvendenek és folyamatosan terjeszkednek Budapesten és vidéken egyaránt. Rendszeresen adnak programot Budapesten a MOM Kulturális Központban, a MÜPÁ-ban, a Marcziban, a Magyar Rádióban, csakúgy mint vidéken Szentendrén, Veszprémben, Szegeden, Budaörsön, Budakeszin és még számos további helyszínen. Az elmúlt 20 évben több mint száz hazai és határon túli helyszínen találkozhattak gyerekek bonbon matinéval. Ennek megfelelően a BonBon Matiné több tízezer gyereket vezetett be a koncerttermek és színház világába a legrangosabb zenei és színházi produkciókon keresztül. A klasszikus zene olyan kiváló képviselői lépnek és léptek fel műsorain, mint az MR Szimfonikusok és a Budapesti Fesztiválzenekar művészei, az Operaház énekesei, Liszt-díjas előadók. Az évek során több mint 300 fellépő működött közre a magyar művészeti élet minden területéről.
A klasszikus zene megkedveltetése, a szimfonikus zenekarban szereplő hangszerek bemutatása céljából a Műhely rendszeresen tart ősbemutatókat. Így elsőként mutatta be Fehérlófia, illetve Ludas Matyi címmel az ismert történetek klasszikus zenei feldolgozását, melyeket hanglemezen is kiadott és melyből ez utóbbit Fonogram-díjra is jelöltek. További hanglemezei a műhelynek a Tuba Tóbiás, Erdei Vigasságok – Kacor király, A három kismalac és a Jancsi és Juliska című hanglemezek. Műsoraihoz rendhagyó feladatlapok is tartoznak, melyek a produkció megtekintését követően segítik a látottak-hallottak elmélyítését. A műsorok során nagy a hangsúly a játékosságon, illetve a befogadást segítő képi megjelenésen. Ennek érdekében a műsorokat gyakran kíséri az országban egyedülálló módon élő illusztráció, melyre neves illusztrátorokat kérnek fel. Továbbá a BonBon Matiné nevéhez fűződnek a Magyarországon példa nélküli technikával bemutatott Koldus és Királyfi, Lúdanyó meséi, illetve Betlehem című zenés árnyjátékok bemutatása is. A BonBon Matiné 20 éves fennállásának megünneplésére zeneszerző pályázatot írt ki, melynek célja gyerekeknek szóló új zeneművek megszületése volt. A pályázatra a legnevesebb magyar zeneszerzők pályáztak, akik darabjait a műhely be is mutatta ősbemutató formájában.

## Legsikeresebb előadásai

### Tuba Tóbiás (2000)
Tuba Tóbiás a zenekar legnagyobb és legmagányosabb tagja. Szeretne ő is igazi dallamot játszani, úgy mint a többi társa a zenekarban. De neki mindig csak az „um-pa, um-pa” marad. Hiába próbál kitörni ebből a helyzetből, a karmester és a többi hangszer kineveti. A bánatában világgá induló Tóbit egyetlen barátja, Pici, a piccolo próbálja megvigasztalni. Együtt veszik a nyakukba a várost: az Állatkertbe és a Cirkuszba vezet az útjuk. Találkoznak a kígyókkal, a majmokkal, a tigrissel, a mackóval, az elefánttal, láthatják az artistákat, és találkoznak a bölcs pizzafutár lóval is.
A sok humorral fűszerezett előadás szinte észrevétlenül ismerteti meg a gyerekekkel a különböző hangszereket.

### Állati zenék (2008)
Sokan gondolják, hogy a komolyzene komoly. Pedig egyáltalán nem az! A legtöbben nem is tudják, hogy a legnagyobb zeneszerzők is mennyi játékot, humort csempésztek darabjaikba. Az Air Corde Trió műsora a leghíresebb zeneszerzők leghíresebb műveit adja elő, melyeket kutyák, hattyúk, elefántok, dongók és még ki tudja hány és miféle állatok inspiráltak. A rendkívül szórakoztató műsor kiváló bevezetést nyújt gyerekeknek – és felnőtteknek egyaránt – a klasszikus zene világába. A műsorban olyan klasszikus szerzőktől hallhatnak darabokat, mint Vivaldi, Rossini, Saint-Saens, Gossec, Sári László, Rimszkij-Korszakov, Honegger. A zenei élményeket egészítik ki Kosztándi Orsolya digitálisan készített illusztrációi, melyek segítenek a gyerekeknek eligazodni ebben a zenei állatkertben.

### Erdei Vigasságok - Kacor király, A három kismalac (2009)
Két ismert népmese átdolgozását kínáljuk, amelyhez Balogh Sándor írt szórakoztató, ugyanakkor nagyon figyelemreméltó zenét, a szöveget pedig Lukácsházi Győző tette hallgatásra alkalmassá. Az egyik darabban a klarinétból macska-, a xilofonból nyuszi-, a nagybőgőből medve-, a trombitából róka lesz, a másikban pedig a fagott, a klarinét és a brácsa változnak kismalacokká, a harsona és a trombita pedig félelmetes farkassá. De nyugalom, mert az előadás végére minden az eredeti helyére kerül! Kérd meg szüleidet, hogy hallgassák veled ezt a jó kis programot, minden bizonnyal jól fogtok szórakozni. Az sem kizárt, hogy most fogsz kedvet kapni a zenetanuláshoz. Igaz, nem lesz könnyű a választás, mert több mint tízféle hangszer szerepel a lemezen.

### Jancsi és Juliska (2011)
Ki ne ismerné Jancsi és Juliska történetét, a Grimm testvérek meséjét? A leleményes testvérpár szeretetéről és összetartásáról szóló örökérvényű történetét azonban most soha nem látott-hallott módon mutatjuk be! A nagyon sokoldalú és a világ legkülönbözőbb pontjain is számos díjjal jutalmazott kortárs zeneszerzőnő, Dobszay-Meskó Ilona, valamint Lukácsházi Győző, a zenei ismeretterjesztés évtizedek óta egyik legismertebb és legelismertebb magyar képviselője közös mesejátékot írt a gyerekeknek. A rengeteg humorral átszőtt előadás nemcsak új oldalát mutatja meg a történetnek, hanem szinte észrevétlenül be is vezeti a gyerekeket a nagyon ijesztőnek hangzó „kortárs zene” és ezen keresztül a klasszikus zene birodalmába. Mindezt a Ventoscala Sinfonietta kiváló művészeinek előadásában.

### Koldus és Királyfi (2012)
Magyarországon úttörő és egyedülálló technikával készült nagy sikerű árnyjáték, melyben a látványt vetítés, bábozás és színészi munka hármasa eredményezi. A látvány film és színház határán mozog, míg szimfonikus hangzású zenéje kifejezetten ehhez az előadáshoz íródott.

### Lúdanyó meséi (2014)
Egyszer régen, - de azért nem olyan régen! – volt egy gyerek, aki nem hitt a mesékben. Mindig csak azt mondta: „Á, a mesék csak arra valók, hogy a gyerekeket szórakoztassák!” Hiába találkozott Lúdanyóval, hiába hallotta a csodásabbnál csodásabb történeteket, nem hitt bennük. Történt aztán egyszer, hogy Lúdanyó megelégelte a dolgot és elvitte ezt a gyereket a mesék országába, hiszen az ő meséi olyan varázslatosak, hogy akár életre is kelnek! Hát így történt, hogy a mára Győző bácsivá lett gyerek megtanulta, miért is fontosak ezek a mesék. És megtanulta, miért is fontos, hogy mindenki találkozzon Lúdanyóval! A BonBon Árnyékszínház előadása során mindenki találkozhat Lúdanyó meséinek főszereplőivel, csakúgy, mint Maurice Ravel e mesék által megihletett csodálatos zenéjével, illetve ezzel a különleges színházi formával, az árnyékszínházzal

### Ludas Matyi (2016)
Ki ne ismerné Lúdas Matyi történetét széles-e hazában? A nép szülte őt sok évszázaddal ezelőtt, amikor még éltek gonosz emberek. Később Fazekas Mihály készített elbeszélő költeményt a történetből. A főszereplő a legény, aki azért kapott 50 botütést a hátára, mert reklamálni merészelt a jogtalanul elvett ludjaiért. Meg is ígérte menten, hogy háromszor adja vissza a verést a zsarnok uraságnak. Azon persze elvitatkozhatunk, hogy Matyinak miért nem volt elég csak egyszer törleszteni a tartozást, de úgy gondolom, hogy a nép akaratával inkább a háromszori verés találkozhatott. Arról nem is beszélve, hogy Balogh Sándor zeneszerzőnek ez a verzió több alkalmat kínált igencsak szórakoztató dallamainak megírásához. Nekünk, hallgatóknak nincs más dolgunk, mint átadni magunkat a felhőtlen élvezetnek, figyelni azt is, hogy az egyes hangszerek miként jelenítenek meg egy-egy karaktert, de füleljünk a történetre is, hátha felfedezünk benne valamit a XXI. századból is!

### Betlehem (2016)
"Több mint kétezer évvel ezelőtt született egy fiú, akit istenként tisztelnek mind a mai napig. Sokan szentül hiszik a leírtakat, sokak szerint ez csak mese, mások a maguk meggyőződése szerint gondolkodnak erről. Akárhogyan is, ez a fiú, akit Jézusnak hívtak, megváltoztatta a Világ folyását. Hogy hogyan, arról sok történet szól. A születéséről azonban csak egy.” – ezekkel a sorokkal kezdődik a BonBon Árnyékszínház legújabb, különleges karácsonyi előadása, melyben a betlehemi történetet mesélik el mai, modern nyelven gyerekeknek és felnőtteknek egyaránt. Az előadás 3 szálon fut, ahol bemutatják Mária és József, a fiatal pár szenvedéseit, a 3 bölcs tiszteletet érdemlő útját és Heródes őrületes féltékenységét a prófétai „másik királlyal” szemben. Az előadás célja, hogy az ismert történetet hiteles módon mesélje el a gyerekeknek, ami talán számukra már nem is annyira ismert. Mindezt a darabhoz komponált szimfonikus hangzású zenével és egy egyszerű, de csodálatos látványvilággal, ahol egy modern betlehemes keretein belül a színészi játékon túl fény- és árnyjátékkal beszélik el a szereplők ezt a gyönyörű történetet.

### Fehérlófia (2017)
A Fehérlófia az egyik legismertebb és egyben legarchaikusabb magyar népmese. Nem csoda, hiszen évszázadok óta adódik szájról szájra, köszönhetően annak, hogy oly sok bölcsességet, tudást rögzít. Meglepő, hogy zenei feldolgozása ezidáig nem született. Dobszay-Meskó Ilona, kortárs zeneszerző és Tarr Ferenc, szövegíró ezért is döntött úgy, hogy ezen változtat és megpróbál létrehozni egy, a történet eredeti rétegeit és népies stílusát meghagyó humoros, mégis kétfenekű történetet, ahol a gyerekből felnőtté váló, akadályokat leküzdő hős nemcsak a legkisebbeknek, de a mindennapi élet sárkányaival küzdő felnőttek számára is példa lehet. Fehérlófia zenéje azonban remélhetőleg nemcsak a fejlődni akarás, a küzdés, az önfeláldozás értékeit mutatja majd be, hanem azt is, hogy a kortárs zene életünk elválaszthatatlan része!

### Dalszerző! (2018)
A könnyűzene világa két fiatal énekes-gitáros dalszerző interaktív előadásában: miből szülessen a sláger? Szeder-Szabó Kriszti és Csorba Lóci néhány évvel ezelőtt a Ki Mit Tube? versenyen mutatta meg duettjét, és az országos második helyezésig jutottak. Azóta mind a ketten szép eredményeket értek el külön-külön saját zenekaraikkal (Szeder és Lóci játszik), mégis egy közös missziót dédelgetnek régóta: egy olyan előadást létrehozni, ami közérthető nyelven mutatja be a könnyűzene nyelvét, sőt, együtt fedezik fel ezt a rendkívül sokszínű világot. Minden ember dalszerző, még ha nem is tud róla – és a dal műfaja vesz minket körbe nap mint nap. Minden gyerek fogékony a zenére, és természetesen dalokkal veszi kezdetét a „beavatásuk” is: egy népdalt, egy karácsonyi dalt, vagy egy gyerekdalt tanulnak meg elsőként. No de ezek a dalok miből születtek? Miből építkeznek? Mire van szükség egy slágerhez? Kriszti és Lóci egy interaktív, 50 perces előadás során készíti el az idei év legnagyobb slágerét a gyerekekkel közösen, amiből az is kiderül, hogy ki mindenkiből lehet dalszerző?

### A kiskakas gyémánt félkrajcárja (2018)
Gyerekként már generációk hosszú sora „szívta fel begyébe” a kapzsi török szultán és a kiskakas viaskodását elbeszélő történetet. Érthető, hiszen az igazság és az elnyomottak diadaláról szóló történet nem csak témájával, hanem humorával és különleges jeleneteivel is alkalmas megragadni az ember figyelmét. A BonBon Matiné zeneszerző pályázatának, valamint Matuz Gergely briliáns tollának köszönhetően megszületett a mese méltó zenei adaptációja is, amely rengeteg humorral, idézettel igyekszik visszaadni az eredeti történet legjavát. Ezt segíti Lukácsházi Győző és a BA-LU EUfórikusok is, akik évtizedek óta egyetlen célért dolgoznak: bemutatni a legifjabbaknak a hangszerek mesélő erejét. Ennek megfelelően az előadás első részében bemutatásra kerül, hogy az egyes szereplőknek mely témák és hangszerek felelnek meg. Így az előadás felvezető részét követően lehetőség nyílik, hogy a gyerekek már ne csak a szöveg mentén, de a zene nyelvén is követni tudják a történetet. A koncert második felében elhangzik La Fontaine szintén örökbecsű meséje, A béka és az ökör zenei feldolgozása is, mely hasonló célokat szolgál. Mindezt ráadásul Maróti Réka csodálatos, helyszínen alakuló élő illusztrációi kísérik. Matuz Gergely kedves zenéje, a történetek időtállósága, a képek és a profi előadásmód a kiváló lehetőséget nyújt ahhoz, hogy valaki örök barátságot kössön a klasszikus zene világával.

### Szerencsés János (2019)
Hogy valaha született-e ezidáig blues zenejáték, abban magunk is bizonytalanok vagyunk. Abban azonban egészen biztosak, hogy innentől kezdve egyre népszerűbb lesz, ugyanis Szerda Árpád, vajdasági zeneszerző olyan csodálatos muzsikát szerzett, ami egészen bizonyosan sokakat meg fog nyerni a blues már-már klasszikusnak számító műfajának. A Grimm testvérek által lejegyzett Szerencsés János kevéssé ismert mese, noha humora és bölcsessége okán a legnagyobbak között lenne a helye. Így bátran és büszkén mondhatjuk, hogy a BonBon Matiné zeneszerző pályázatára íródott és megosztott I. helyezést elért darab igazi kuriózum és valami egészen újnak a hírnöke. Hiszen a műsor bemutatja, hogyan fejlődött ki a klasszikus zenéből a blues. Ebben a szórakoztató előadásban a blues stílusjegyei és hangszerei mellett az improvizáció, ez a kedves mese és az emberi butaság egyaránt bemutatásra kerülnek.

## Hanglemezek
Az évek során CD-n is megjelent zenés mesejátékok listája:
1. Balogh Sándor - Lukácsházi Győző: Tuba Tóbiás (2002)
2. Balogh Sándor - Lukácsházi Győző: Erdei Vigasságok - Kacor király, A három kismalac (2012)
3. Alpár Balázs - Tarr ferenc: Koldus és Királyfi (2012)
4. Dobszay-Meskó Ilona - Lukácsházi Győző: Jancsi és Juliska (2013)
5. Balogh Sándor - Lukácsházi Győző: Ludas Matyi (2017)
6. Dobszay-Meskó Ilona - Tarr Ferenc: Fehérlófia (2019)

## Díjak, elismerések
- 2011 - Artisjus-díj a kortárs zene népszerűsítéséért
- 2017 - Bánffy Miklós-díj Lukácsházi Győzőnek
- 2018 - Artisjus zenetanári díj a kortárs zene népszerűsítéséért